# Ганс-Гюнтер Бернау
Ганс-Гюнтер Бернау (нім. Hans-Günter Bernau; 30 березня 1917, Гольдберг — 16 вересня 1996, Бад-Верісгофен) — офіцер військ СС, гауптштурмфюрер СС. Кавалер Великого хреста ордена Заслуг німецького орла в золоті і Німецького хреста в золоті.

## Нагороди
- Спортивний знак СА в бронзі
- Німецька імперська відзнака за фізичну підготовку в бронзі
- Почесний кут старих бійців
- Кільце «Мертва голова»
- Йольський свічник
- Почесна шпага рейхсфюрера СС
- Золотий почесний знак Гітлер'югенду
- Нагрудний знак Німецької асоціації порятунку життя в сріблі
- Медаль «У пам'ять 13 березня 1938 року»
- Медаль «У пам'ять 1 жовтня 1938»

### Друга світова війна
- Нагрудний знак «За поранення» в чорному (16 травня 1940)
- Залізний хрест
  - 2-го класу (5 червня 1940)
  - 1-го класу (14 серпня 1941)
- Нагрудний знак «За участь у загальних штурмових атаках» 1-го ступеня (15 квітня 1943)
- Медаль «За зимову кампанію на Сході 1941/42» (1 вересня 1942)
- Німецький хрест в золоті (1 вересня 1943) — як гауптштурмфюрер СС і командир 7-ї батареї 3-го дивізіону 5-го артилерійського полку СС 5-ї танкової дивізії СС «Вікінг».
- Орден Заслуг німецького орла
- Нагрудний знак ближнього бою в бронзі
- Почесна застібка на орденську стрічку для Сухопутних військ (1 травня 1945) — як гауптштурмфюрер СС і командир 7-ї батареї 3-го дивізіону 5-го артилерійського полку СС 5-ї танкової дивізії СС «Вікінг».